# Element devolutiu
Donat un grupoide {\displaystyle (C,*)}, es diu que un element d:C és devolutiu quan per a tot element x del conjunt C es compleix que {\displaystyle x*x=d}, és a dir, és el quadrat de tots els elements de C. Com que també és el quadrat de si mateix, és idempotent.
Una llei de composició interna és devolutiva si existeix un element devolutiu. L'element devolutiu és únic.